# Öt mentesség
Az Öt mentesség az ember által haszonállatként vagy házi kedvencként tartott állatok jólétének öt fontos területét sorolja fel. Az Egyesült Királyság kormányának 1965-ös, állattenyésztéssel foglalkozó jelentése alapján kidolgozott elveket az egyesült királyságbeli haszonállatok jólétével foglalkozó bizottság (UK Farm Animal Welfare Council) 1979-es sajtóközleményében jelentették meg hivatalos formában. Azóta az Öt mentesség fogalmát brit és nemzetközi szinten is különböző szakmai csoportok, civil állatvédők és az állatvédelemhez kapcsolódó hatóságok tették magukévá, ide értve az állatorvosokat, az Állat-egészségügyi Világszervezetet (OIE), az RSPCA-t („Királyi Társaság az Állatokkal Szembeni Kegyetlenség Megelőzése Érdekében”) és az ASPCA-t („Amerikai Társaság az állatok kegyetlenségének megelőzésére”) is. Később kiindulópontjául szolgált az egyes állatfajok jólétéhez szükséges konkrétabb feltételek vizsgálatához.

## Az Öt mentesség felsorolása
Az állatok alapvető testi és lelki szükségletei biztosításához szükséges öt feltétel (az eredeti angol szöveg itt található:) a következő:
1. A szomjúságtól és éhségtől mentes élet, ami friss ivóvíz állandó jelenlétével, továbbá az egészséges élethez és a jó kondícióhoz szükséges, kiegyensúlyozott étrenddel biztosítható.
2. A kényelmetlenségtől mentes élet, ami az időjárás viszontagságai és egyéb veszélyek elleni menedéket, valamint a kényelmes pihenőhelyet is magában foglalja.
3. A fájdalomtól, sérülésektől és betegségektől mentes élet, ami megelőző intézkedések, gyors diagnosztika és gyógykezelés segítségével biztosítható.
4. A természetes viselkedés gyakorlásának feltétele az elegendő hely, a megfelelő tartási körülmények, valamint a fajtársak jelenlétének biztosítása.
5. A félelemtől és szorongástól mentes élet olyan tartási körülmények és bánásmód biztosításával érhető el, melyek révén az állat lelki szenvedése elkerülhető.

## Története
1965-ben az Egyesült Királyság kormánya, részben Ruth Harrison felháborodást kiváltó Animal Machines („Állati gépek”) című, 1964-ben kiadott könyve alapján vizsgálatot kezdeményezett az iparszerű körülmények között tenyésztett állatok jóléte tárgyában, a vizsgálatot Roger Brambell professzor vezette. A Brambell-jelentés leszögezte: „Az állatoknak legalább annyi mozgásszabadsággal kell rendelkezniük, hogy nehézség nélkül megfordulhassanak, rendben tarthassák magukat, felkelhessenek, lefekhessenek és kinyújtóztathassák a végtagjaikat”. Ez a rövid javaslat később Brambell Öt Mentessége néven vált ismertté.
A jelentés eredményeképp az állattenyésztési ágazat monitorozására létrehozták a „Tenyésztett Állatok Jóléti Tanácsadó Bizottságát” (Farm Animal Welfare Advisory Committee). 1979 júliusában ezt a „Tenyésztett Állatok Jóléti Tanácsa” Farm Animal Welfare Council váltotta fel, mely az év végére az öt mentességet a ma ismert lista formátumban fogalmazta meg.
Az Öt mentesség fontos irányadást nyújtott az állatvédelemmel foglalkozó európai uniós irányelvek (köztük a tenyésztés céljából tartott állatok védelméről szóló 98/58/EK irányelv) kidolgozásában is. A 2007-ben elfogadott és 2009. december 1-jén hatályba lépett lisszaboni szerződés pedig az Európai Unió működéséről szóló szerződésbe beleszőtte azt a módosítást, mely szerint az állatok érző lények.